# Pictogram

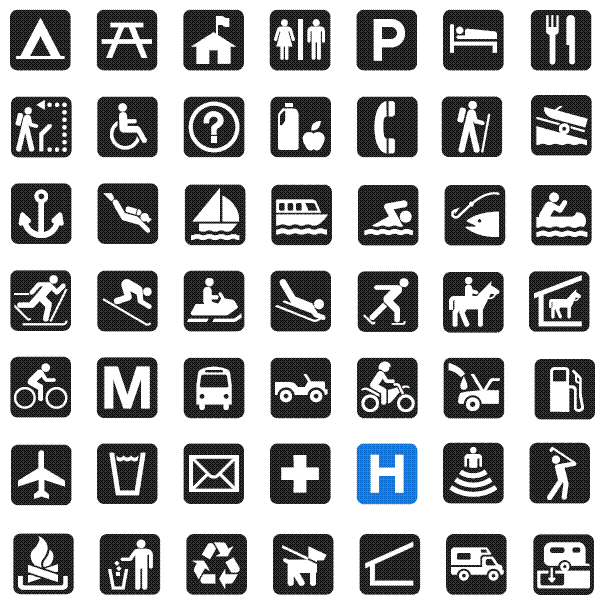
Pictogrammen van de US National Park Service

Een pictogram is een symbool of afbeelding die de plaats inneemt van een tekst. Het gebruik ervan wordt daarom ook beeldtaal genoemd.

## Algemeen
Pictogram komt uit het Latijn en het Grieks. Picto komt van het Latijnse voltooid deelwoord 'pictus' of in het Nederlands: 'geschilderd'. Gram komt van het Griekse 'gramma' of in het Nederlands 'letter'.
Een voordeel is dat deze beeldtaal meer universeel is, te begrijpen voor mensen uit verschillende taalgebieden. Pictogrammen worden veel toegepast op treinstations, vliegvelden, bouwplaatsen, productiehallen, werkplaatsen, op machines en zo meer. Ook verkeersborden zijn een soort pictogrammen.
Een ander voordeel kan zijn een grotere overzichtelijkheid. Pictogrammen (ook iconen geheten) worden daarom ook veel toegepast op computerschermen.
Het Chinese schrift bevat een klein percentage pictogrammen, die men niet mag verwarren met 'ideogrammen'.

## Typen van pictogrammen

### Pictogram in unicode
Unicode is een internationale standaard voor de identificatie van grafische tekens en symbolen, vergelijkbaar met de ASCII-tabel. De standaard voorziet alle tekens en symbolen ('karakters') van alle geschreven talen van een nummer.
☏ Telefoon (Code: 260F)
✈ Vliegtuig (Code: 2708)

### ISO 7001:1990 Publieke informatiesymbolen
|  | Cafetaria/Restaurant |
|  | Toilet               |

### NEN-EN-ISO 7010
Veiligheidspictogrammen – Grafische symbolen — Veiligheidskleuren en –tekens — Geregistreerde veiligheidstekens – zijn beschreven in de norm NEN-EN-ISO 7010. De ISO 7010 is een internationale norm met als doel de standaardisering en harmonisering van veiligheidspictogrammen te verbeteren. De norm is van toepassing in alle gebieden waar veiligheid in verband met mensen van toepassing is en waar deze geïnformeerd moeten worden over veiligheid. Als uitzondering gelden veiligheidstekens voor lucht- weg- en spoorverkeer en de scheepvaart.

### Pictogrammen NS (Nederland)

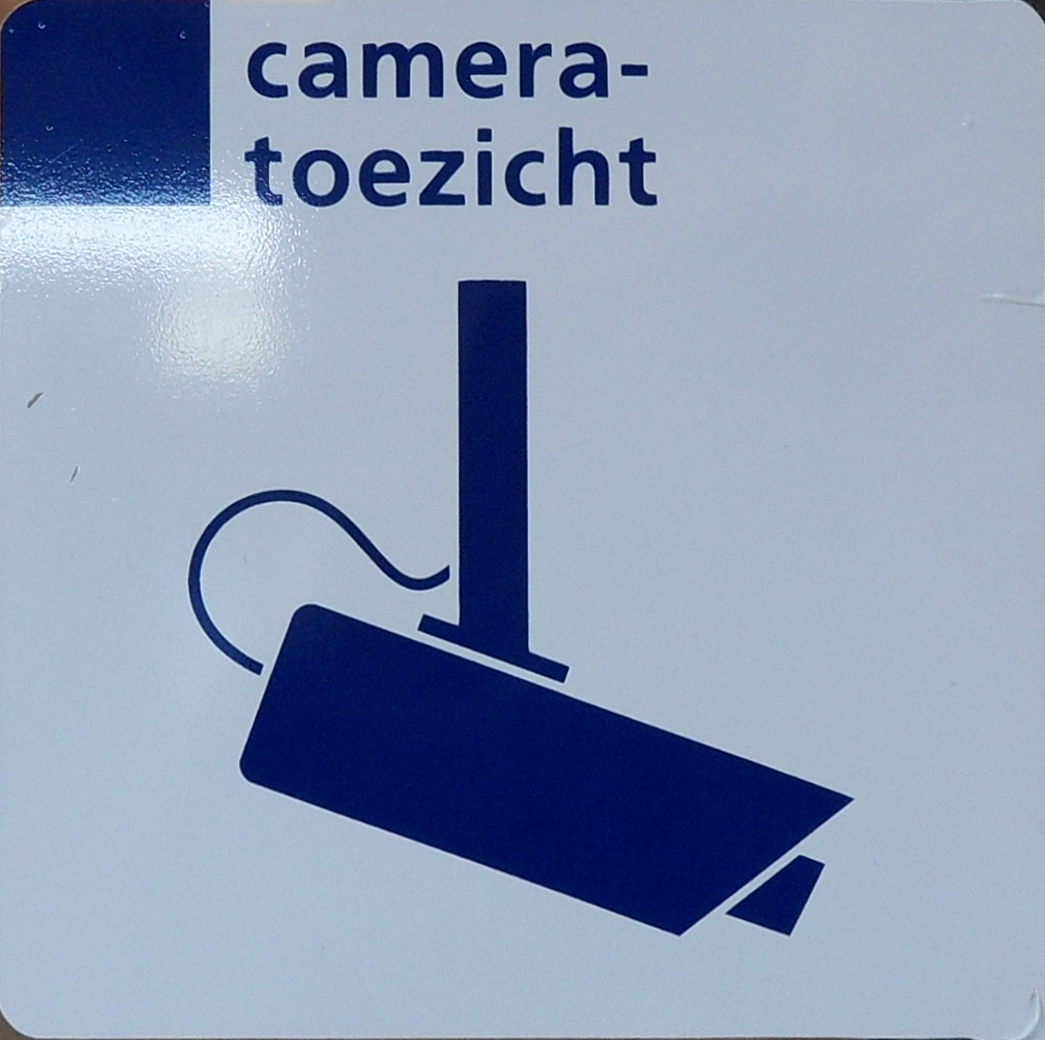
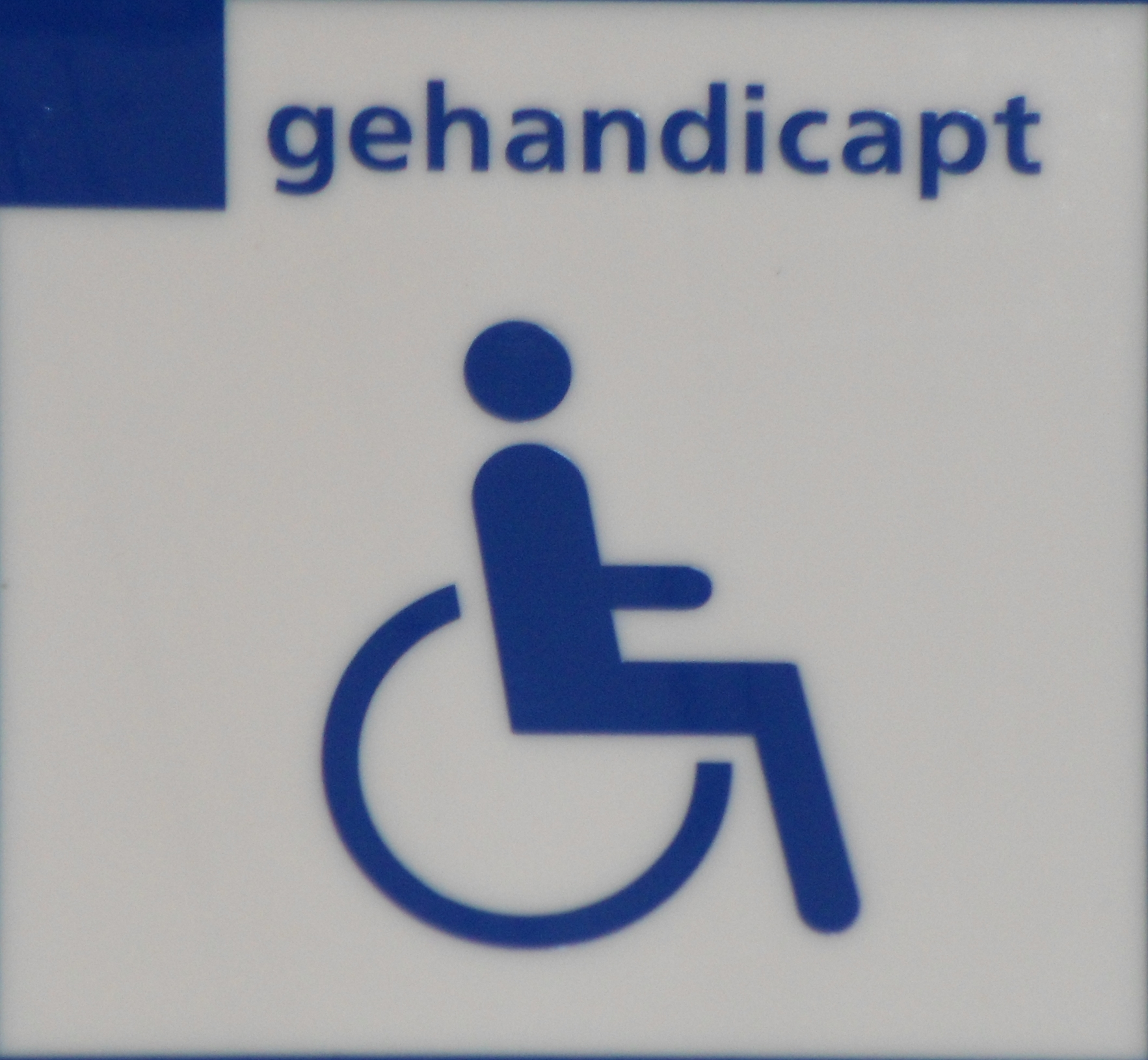
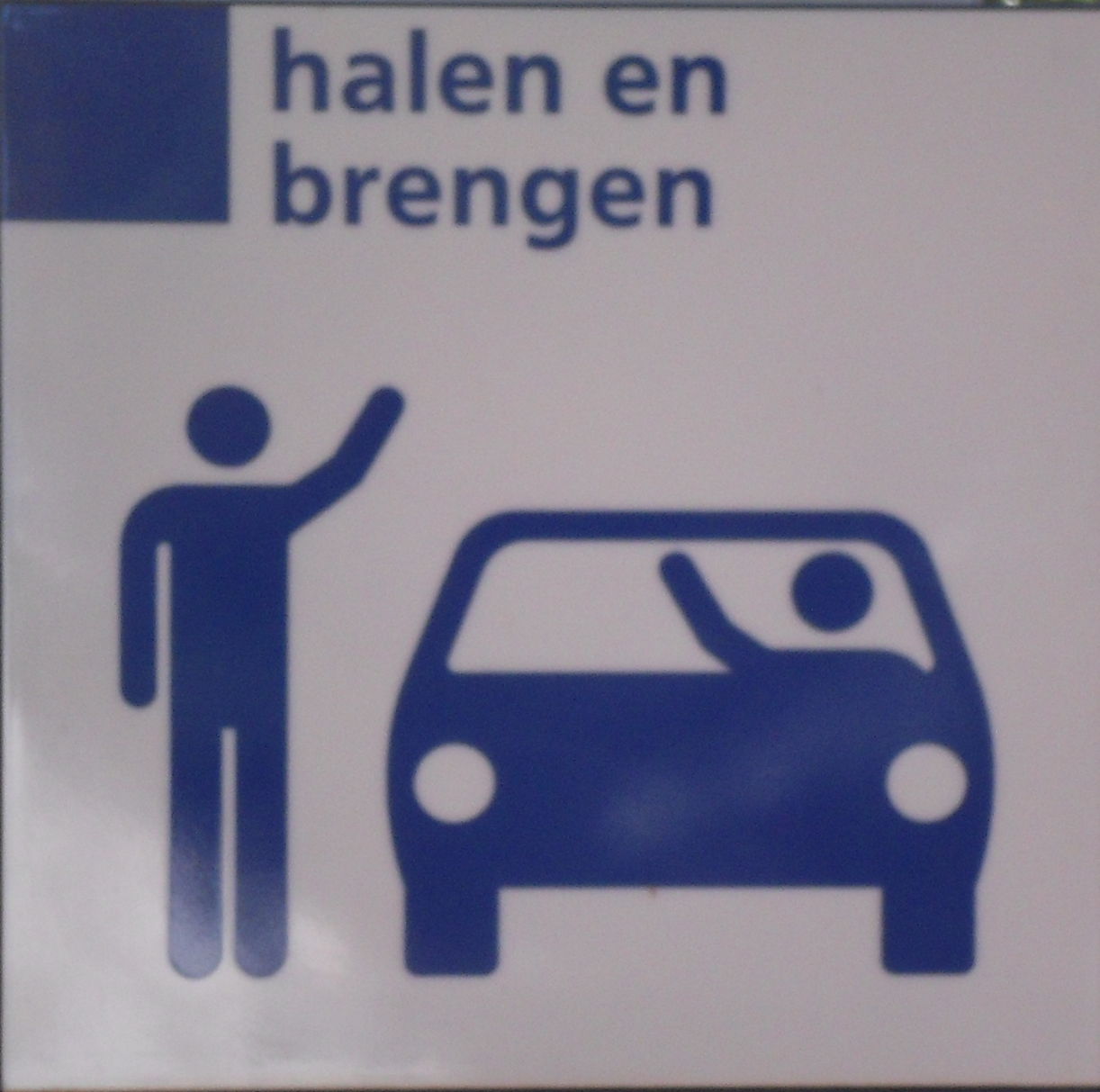
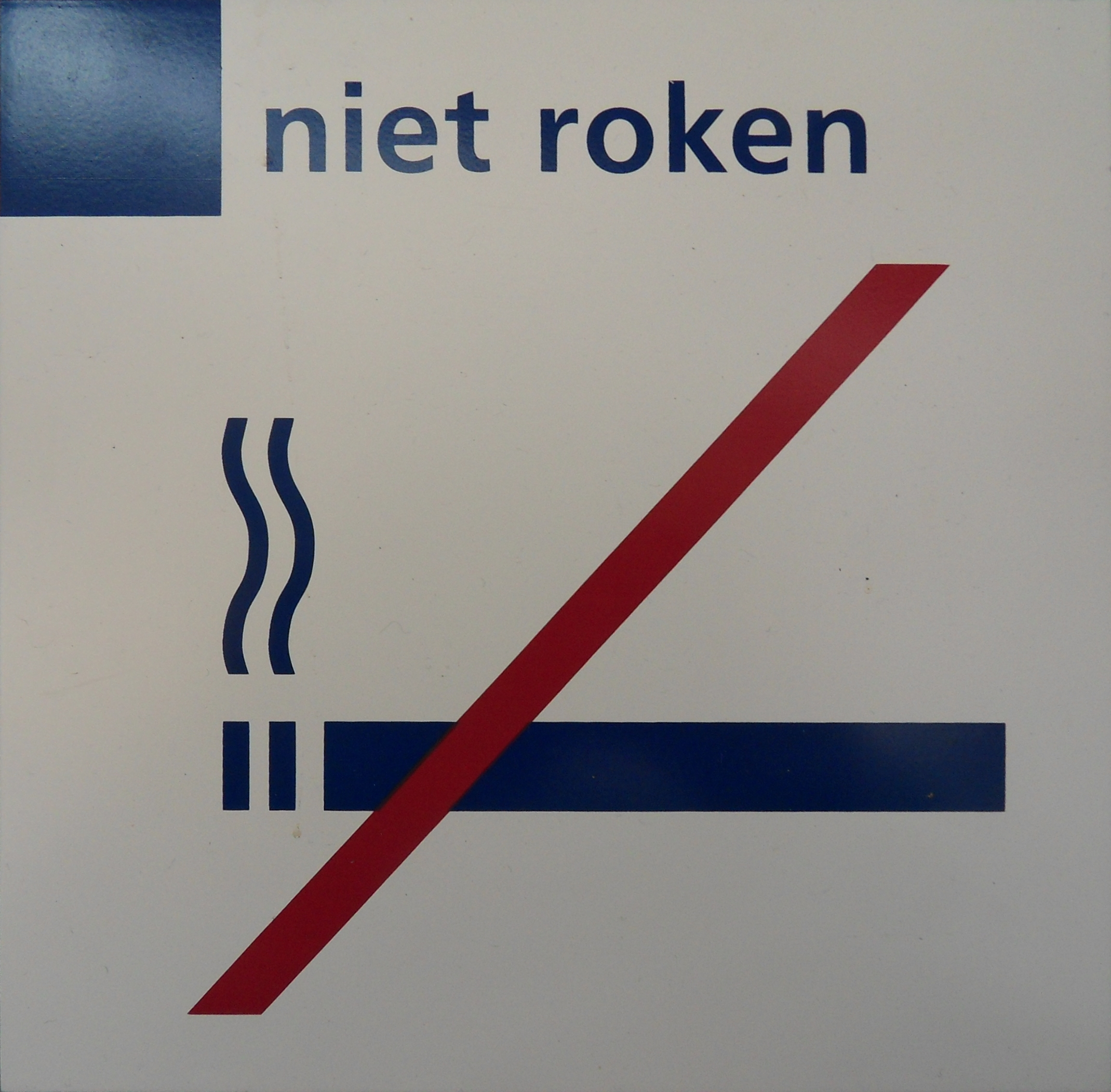
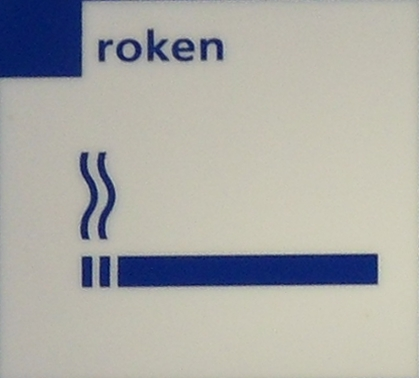
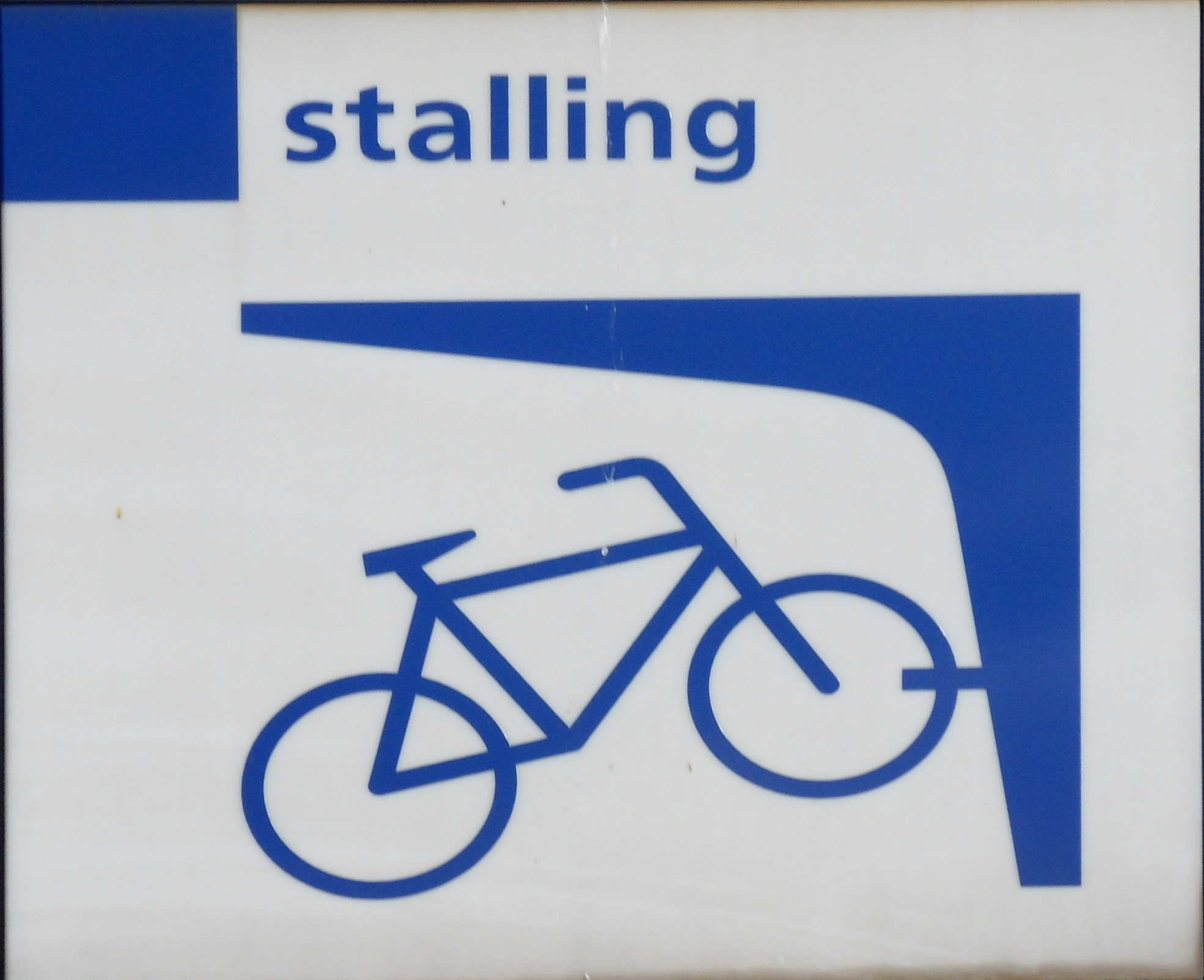
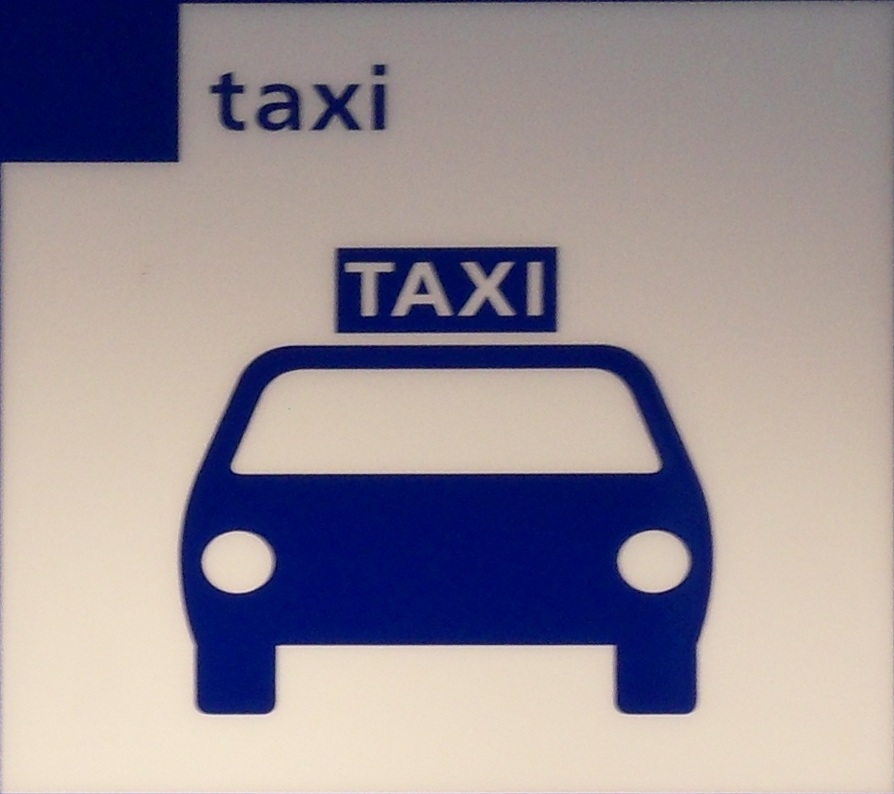
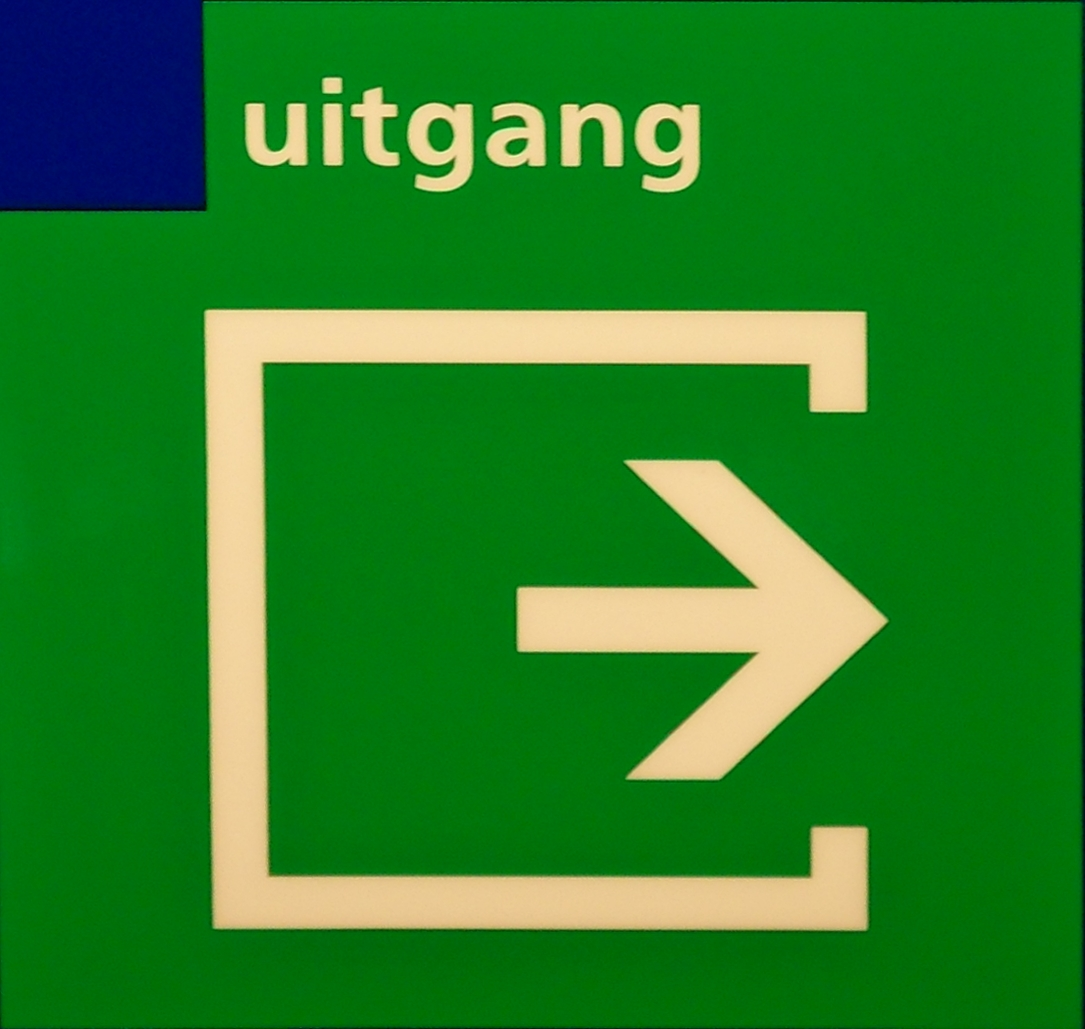
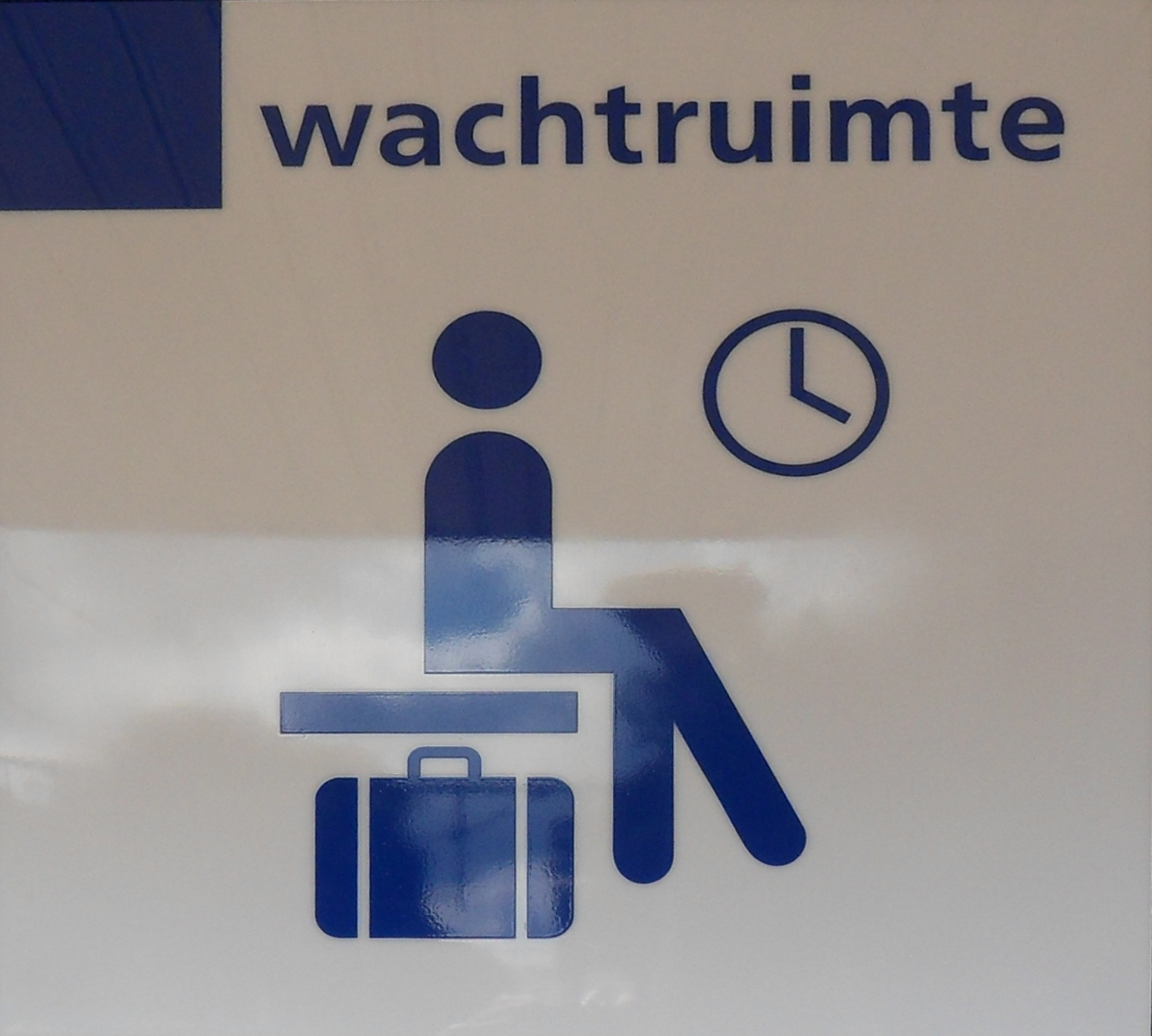
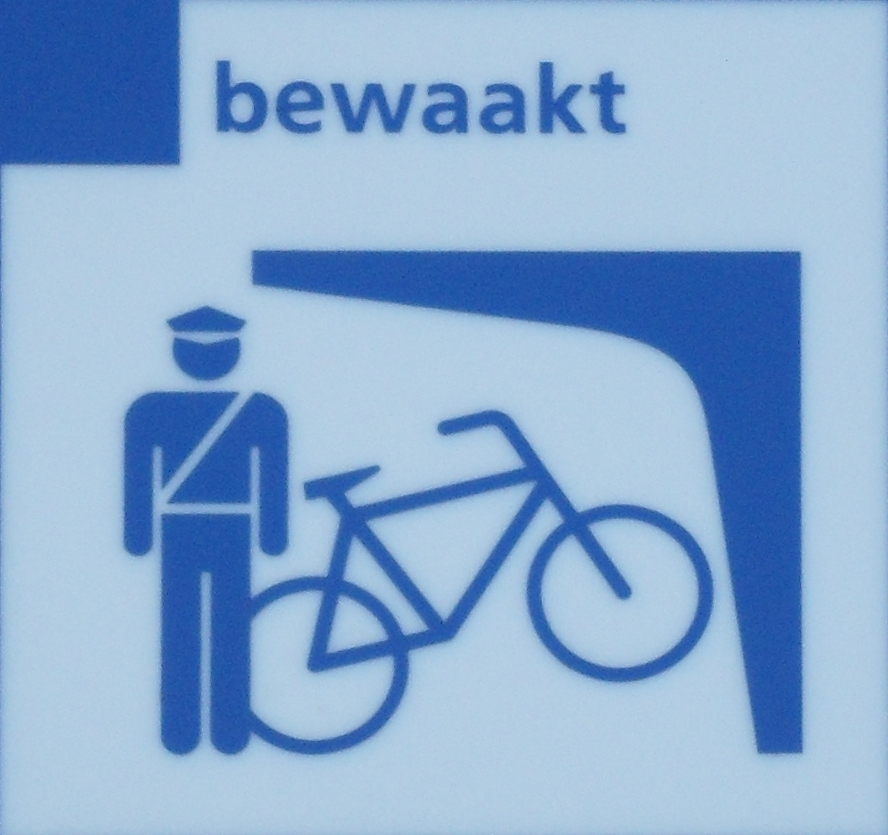
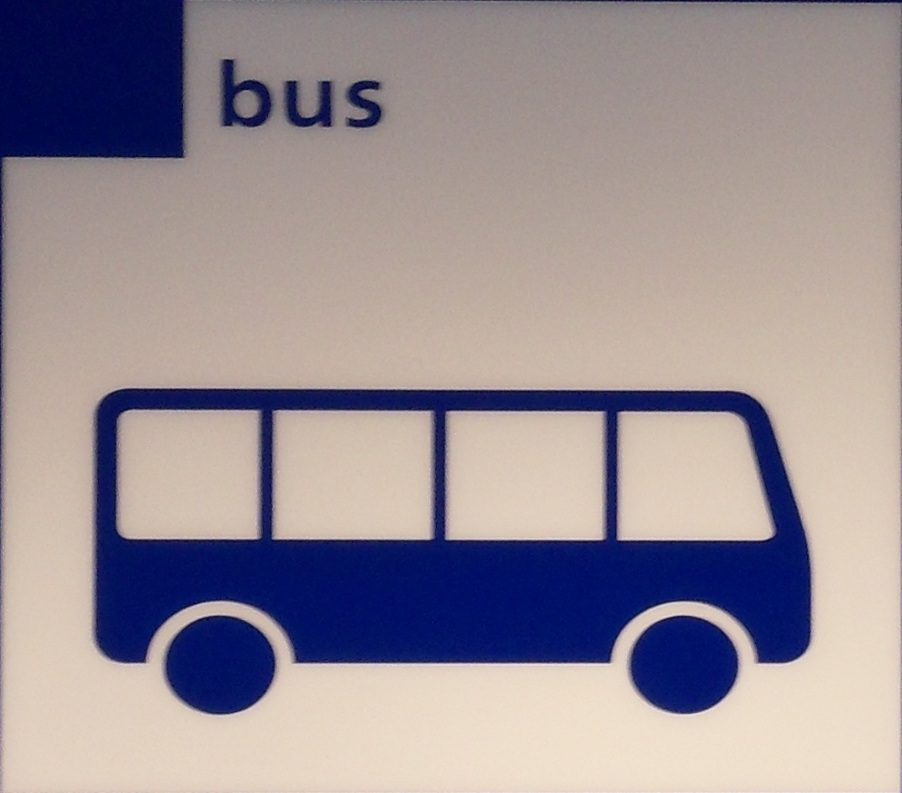
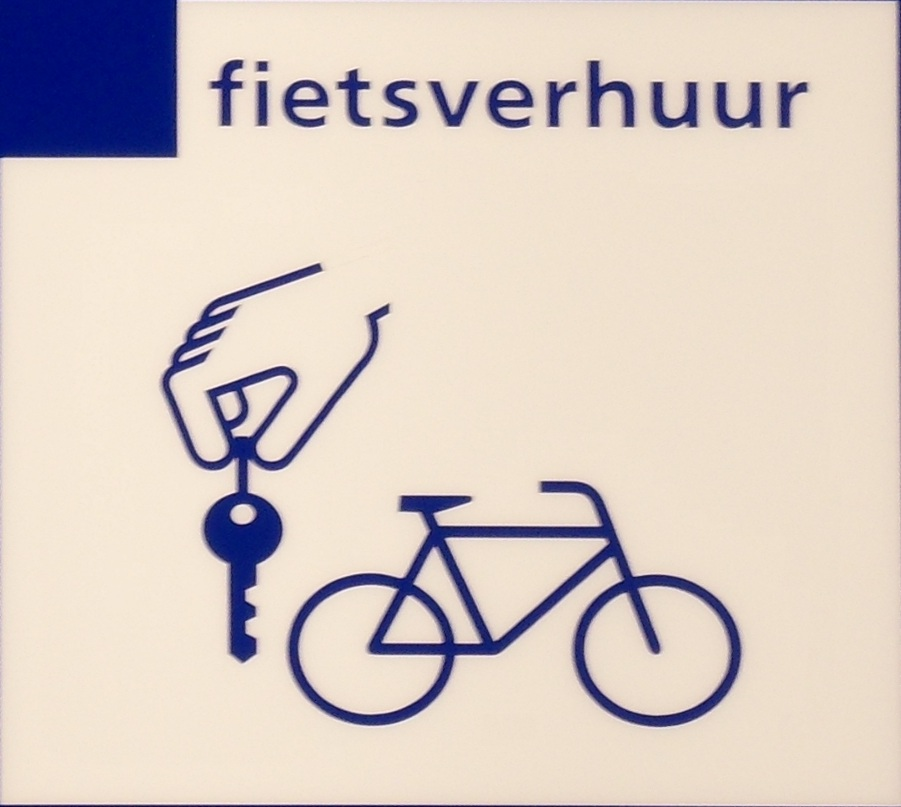
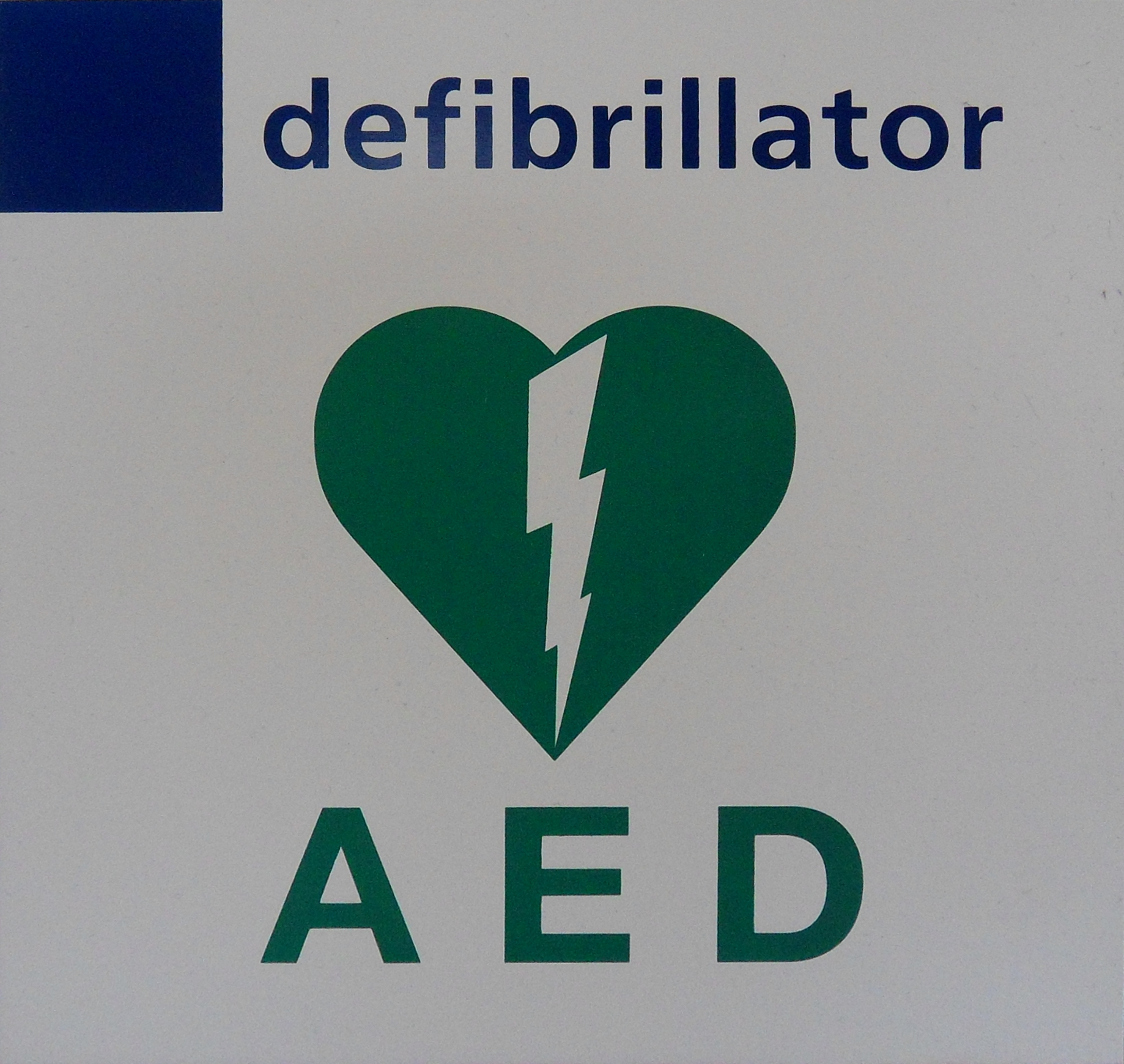
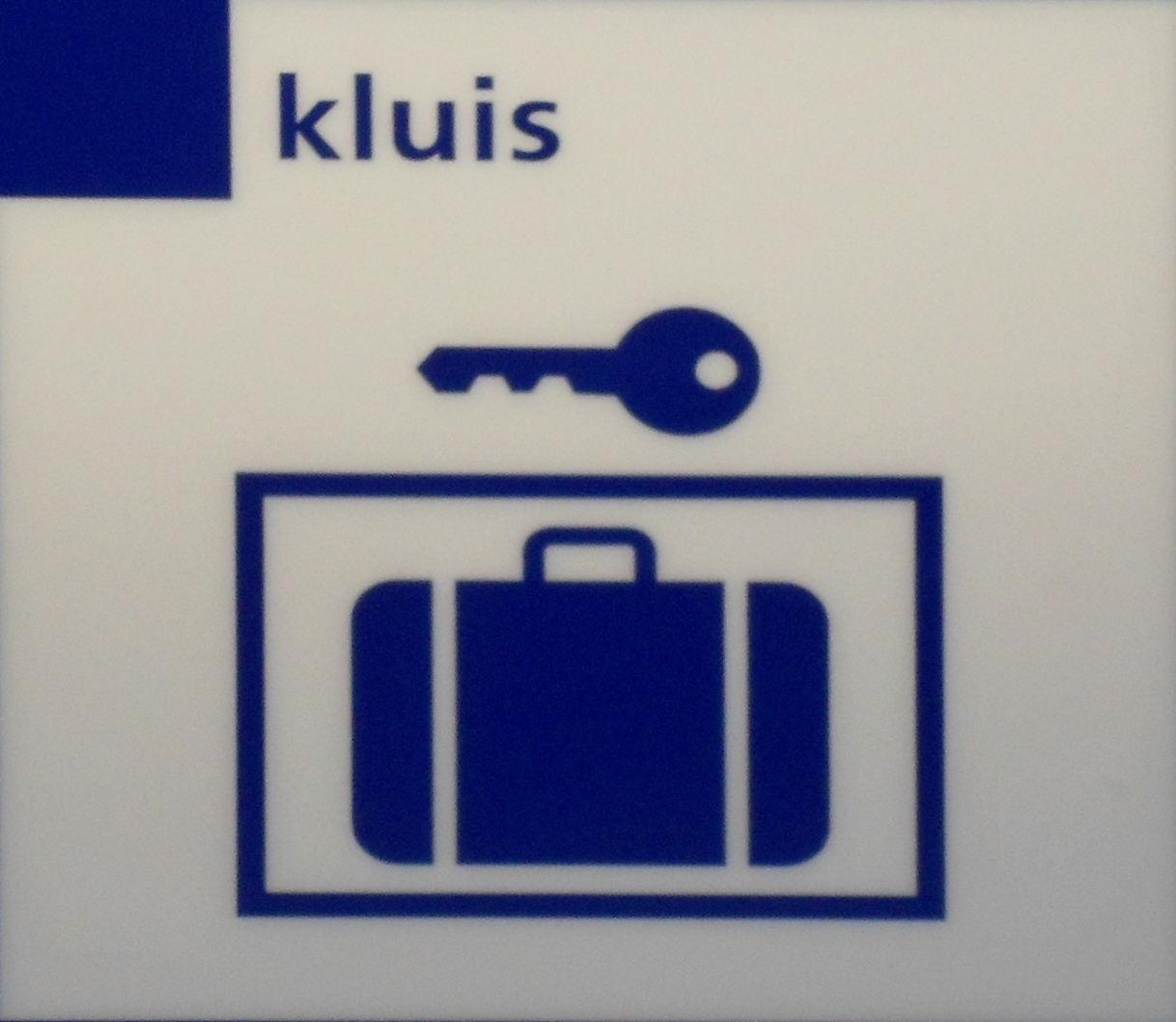
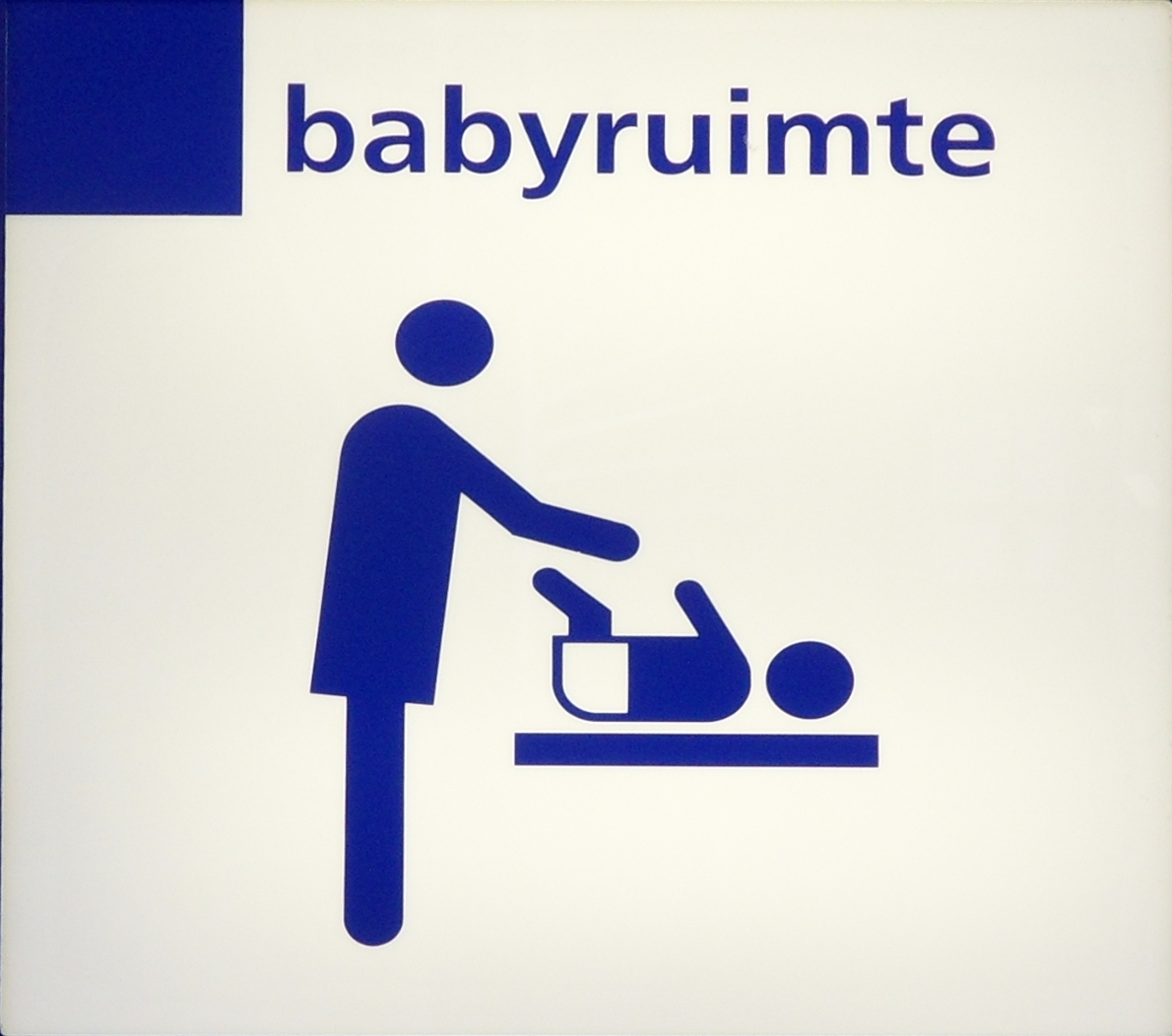
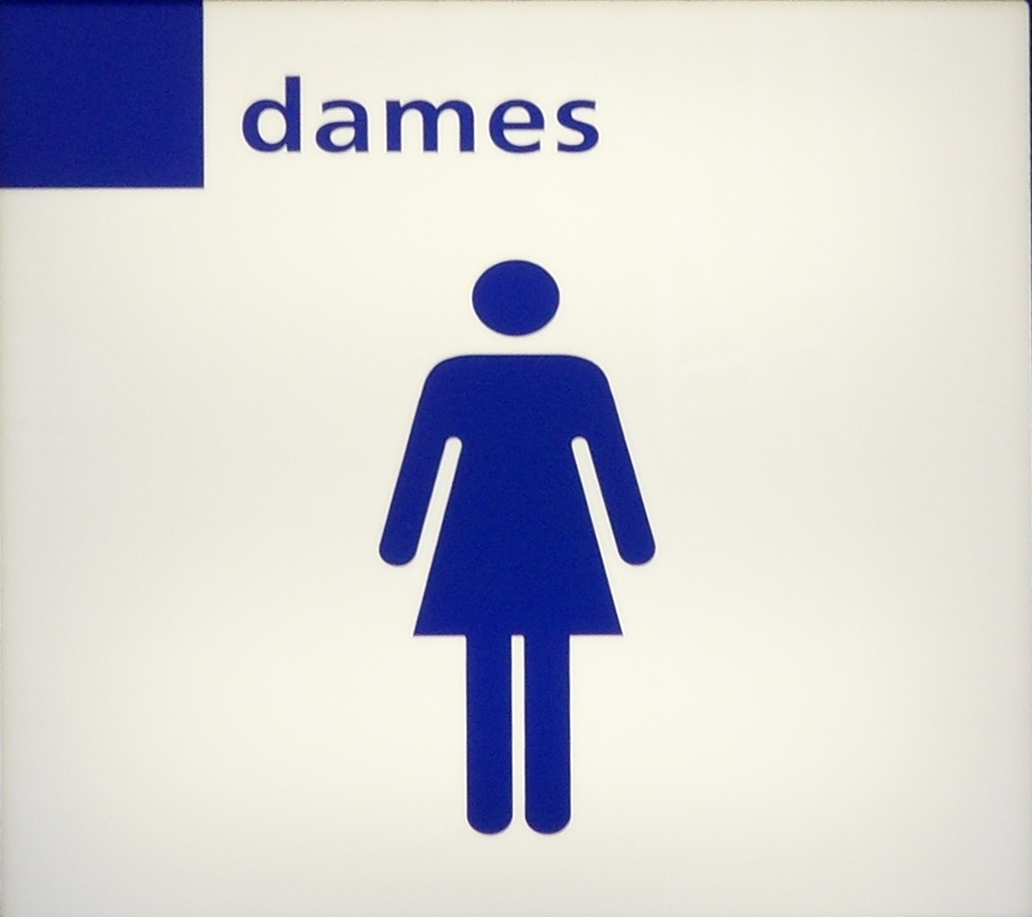
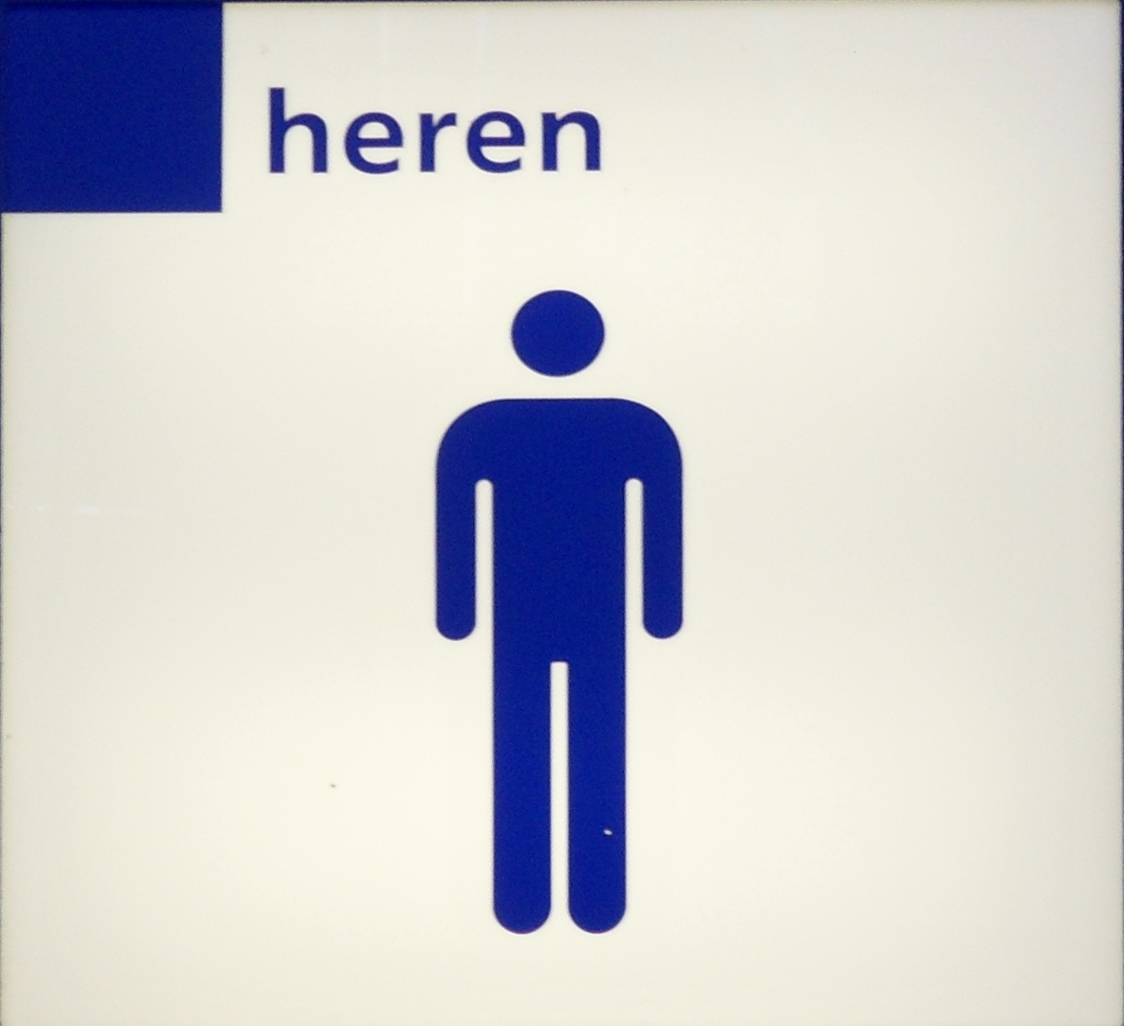
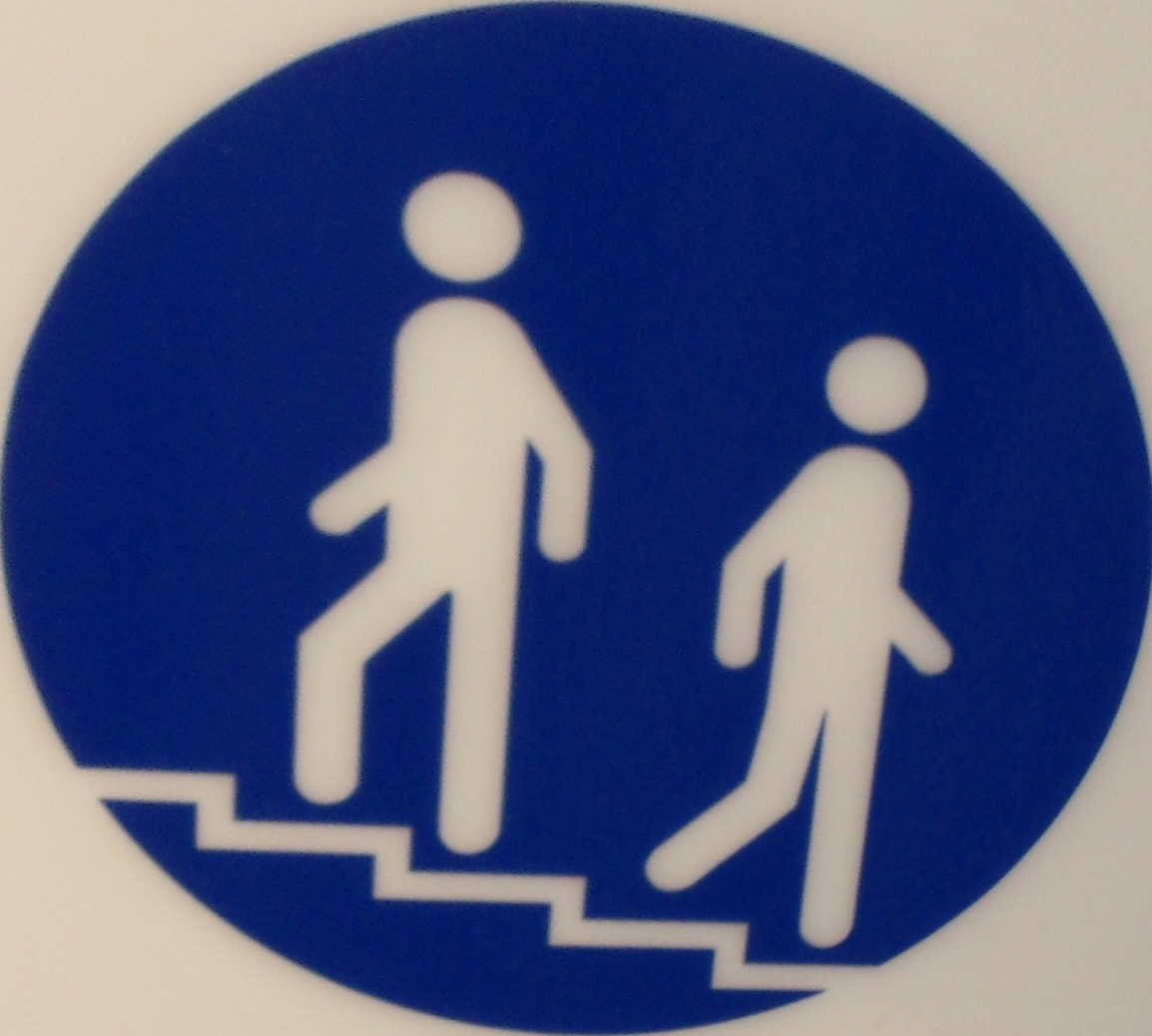
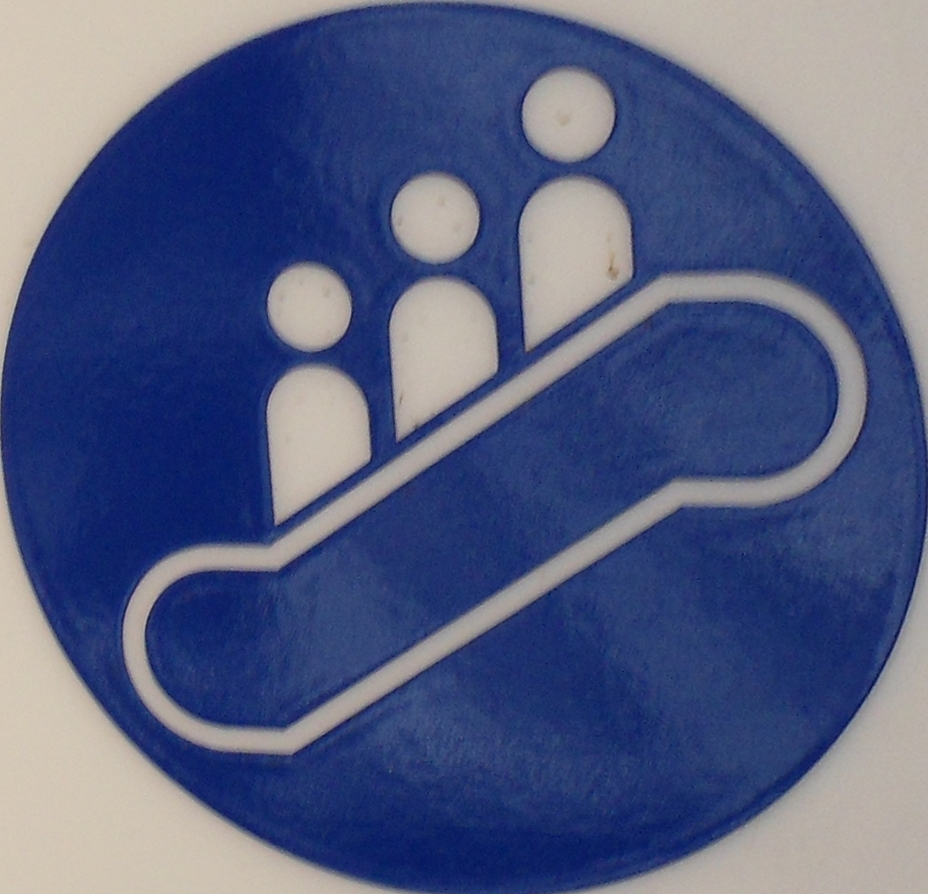
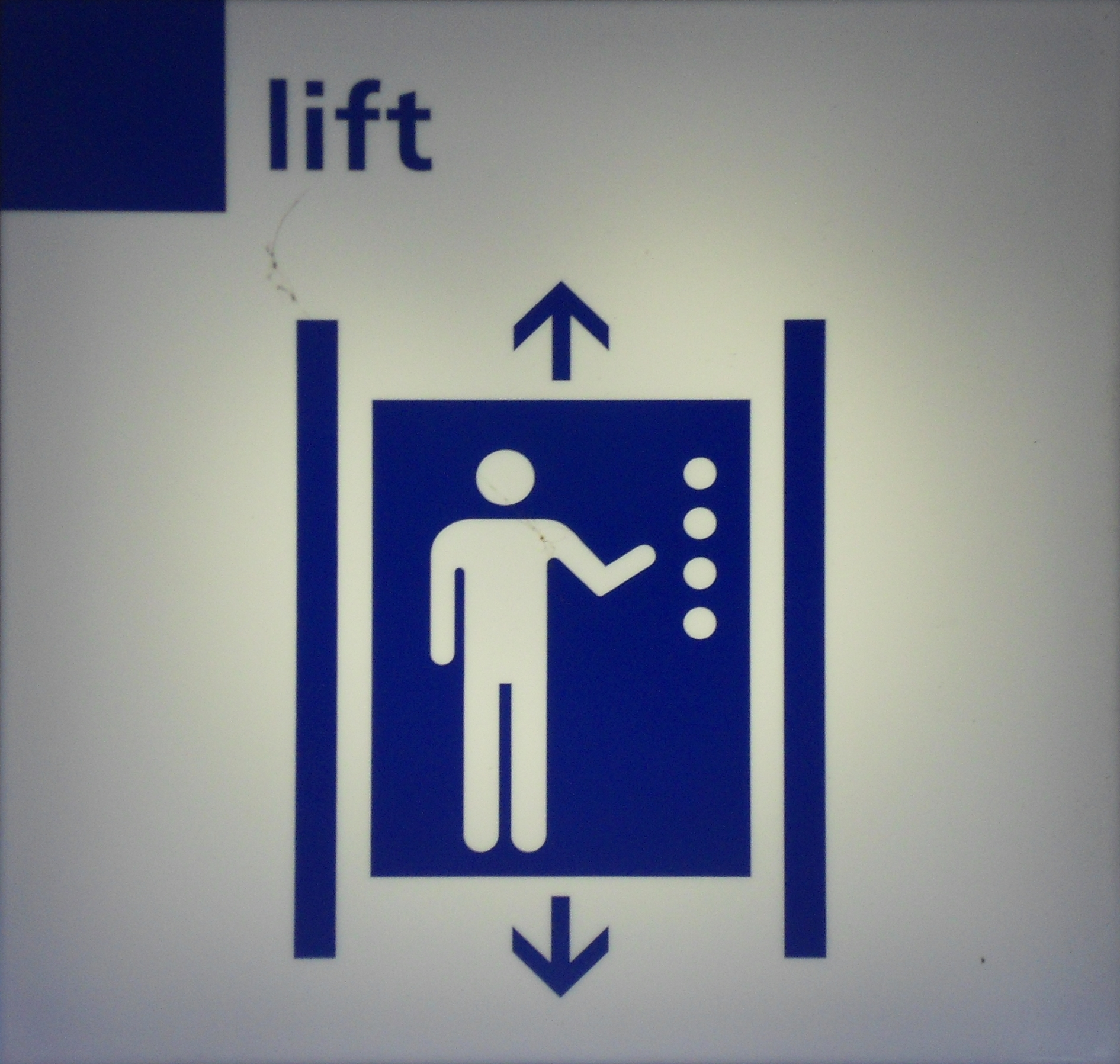
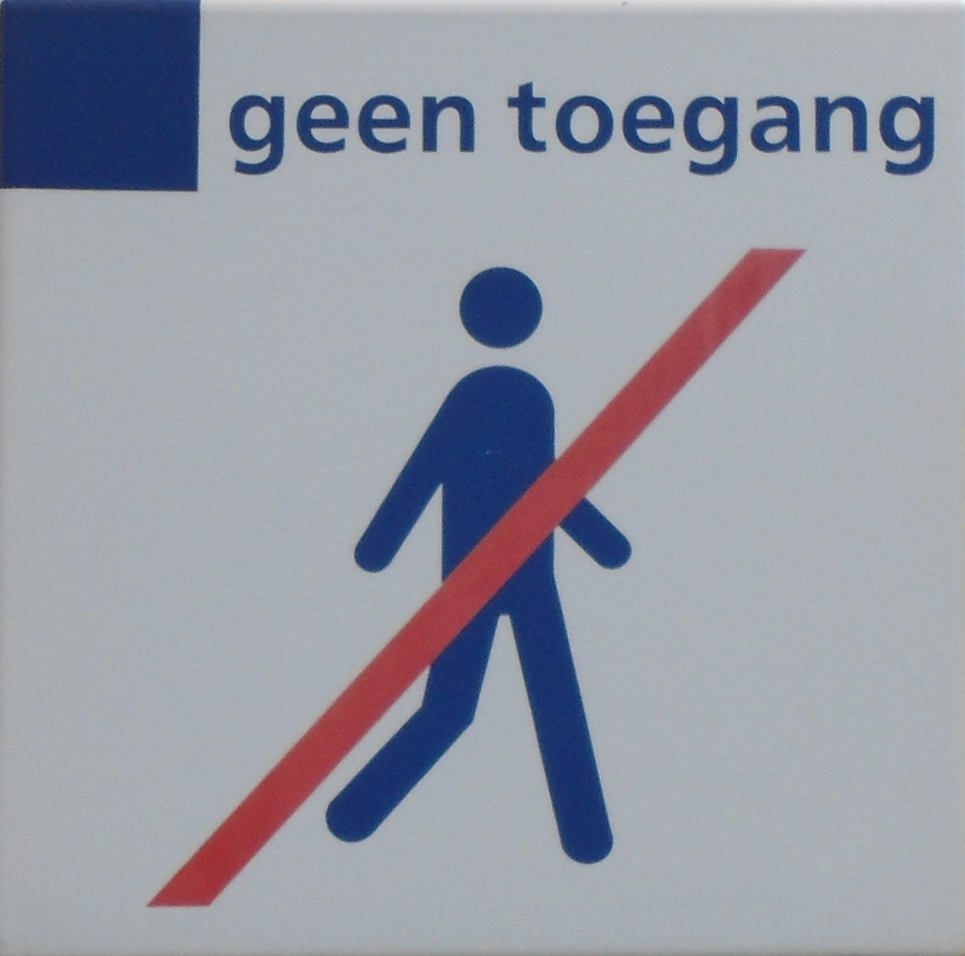
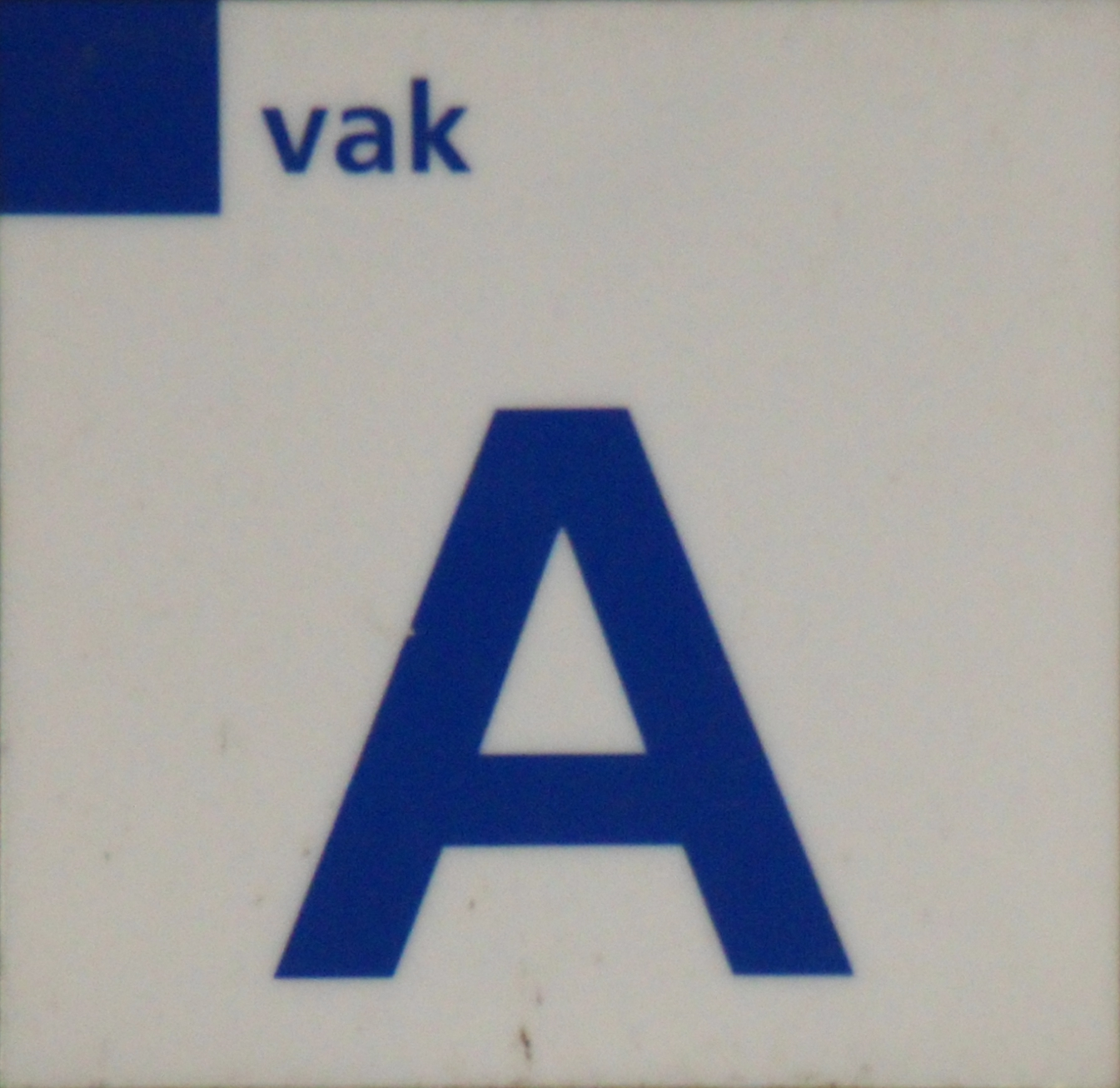
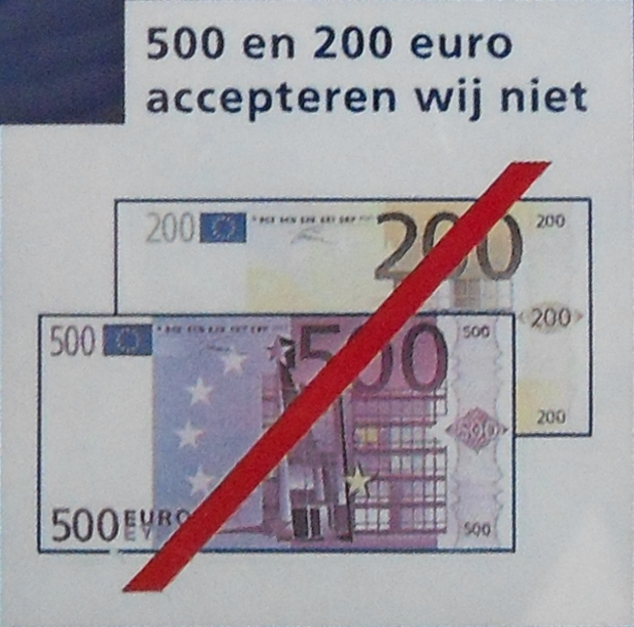

### Verdere voorbeelden

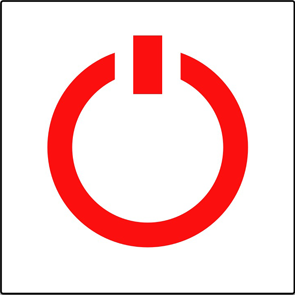
Aan - Uit
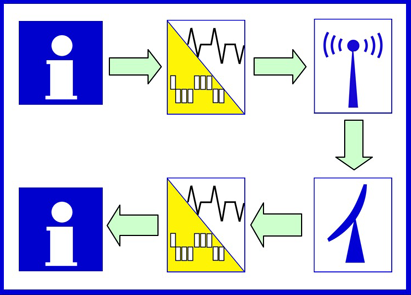
Communicatie
Maaltijd
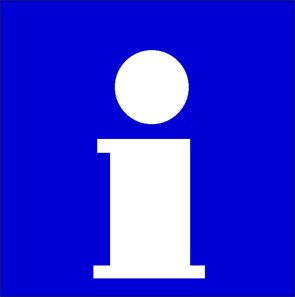
Informatie
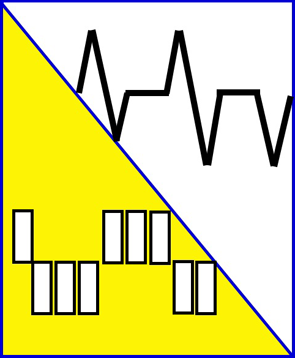
(de)coderen
Giftig
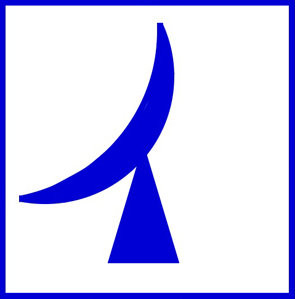
Ontvangen
Stop!
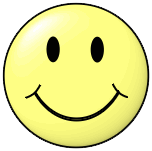
Smile
Radioactief
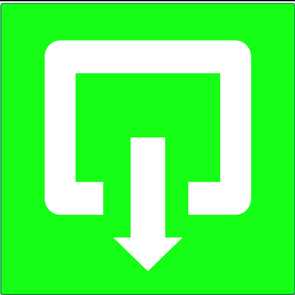
Uitgang
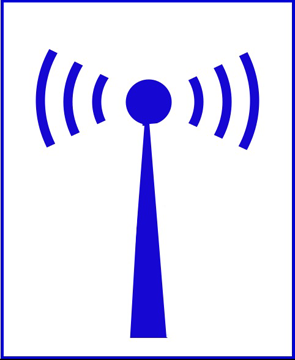
Zenden
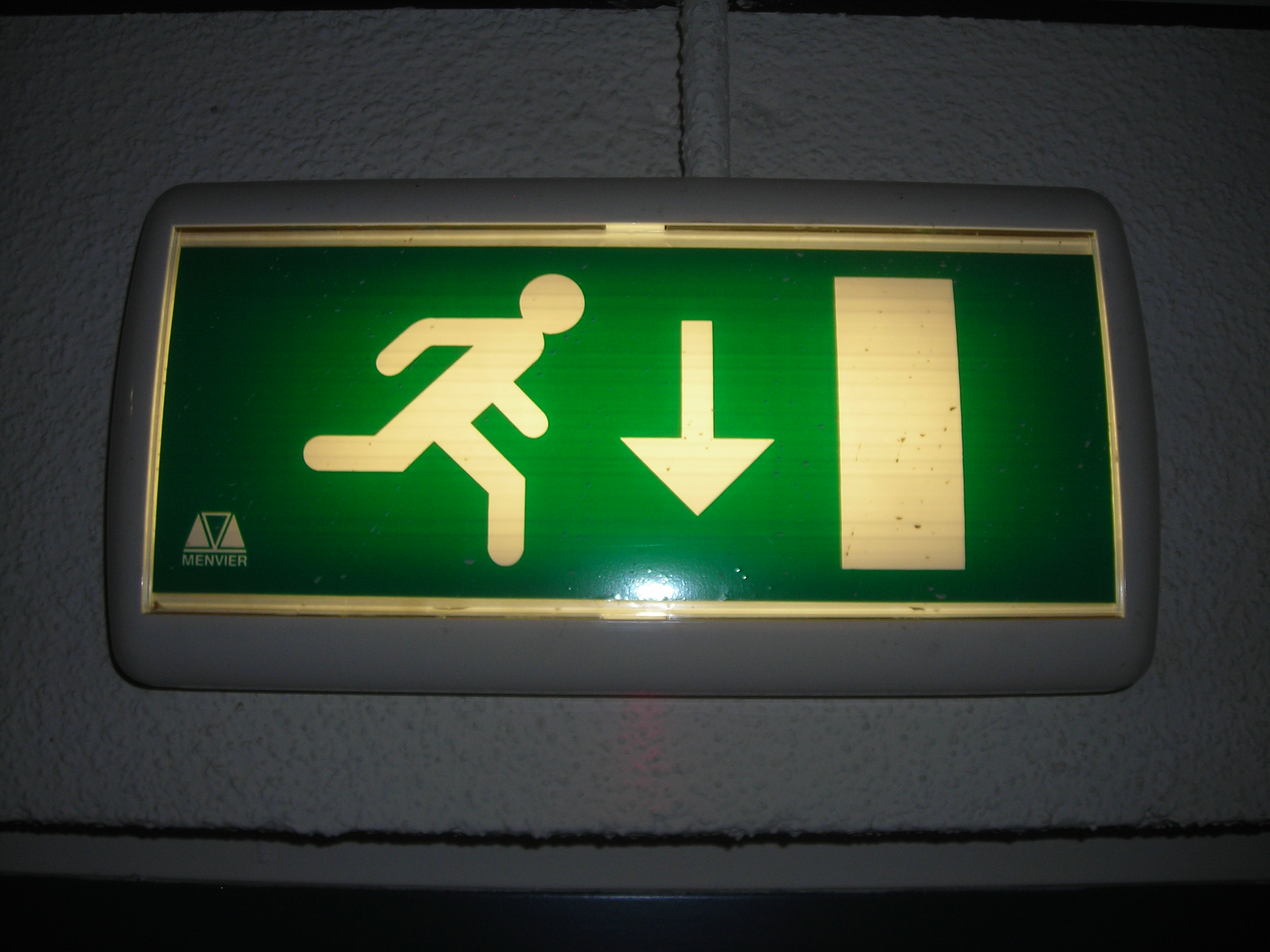
Nooduitgang
Vluchtroute
Hondenverbod

## Zorg en logopedie
In de zorg voor mensen met een auditieve of verstandelijke beperking, autismespectrumstoornis, dementie en niet-aangeboren hersenletsel worden pictogrammen ingezet om de communicatieve vaardigheden en zelfstandigheid te bevorderen.
Logopedisten maar ook ouders, groepsleiding, leerkrachten en andere betrokkenen gebruiken pictogrammen om een gesprek of oefening te ondersteunen.
In Nederland worden hiervoor sinds begin jaren negentig de zwart-witte pictogrammen van Visitaal (voorheen Vijfhoek) of van PICTOGENDA gebruikt. In de zorg worden pictogrammen ook vaak ingezet in combinatie met een spraakcomputer. Omdat er voor ieder woord een afbeelding nodig is, spreekt men in deze context eerder over symbolen. Voor spraakcomputers worden veelal gekleurde pictogrammen ingezet.
Gebruik van pictogrammen in de zorg wordt ook wel visuele ondersteuning of ondersteunde communicatie genoemd. Visuele ondersteuning kan met verschillende middelen plaatsvinden. Internationaal is hiervoor de ISAAC opgericht;  De International Society for Augmentative and Alternative Communication. De ISAAC is opgericht in 1983. Het hoofdkantoor is gevestigd in Canada, met daarnaast wereldwijd chapters (afdelingen) in 14 landen of regio's. In Nederland is dat de ISAAC-NF.